# Dreieck Hamburg-Nordwest
Dreieck Hamburg-Nordwest is een knooppunt in de Duitse deelstaat Hamburg.
Op dit knooppunt sluit de A23 vanuit Heide aan op de A7
Deense grens ten noordwesten van Flensburg. De A7 loopt verder tot aan de Oostenrijkse grens ten zuidoosten van Füssen.

## Geografie
Het knooppunt ligt in de stad Hamburg, in de wijk Eidelstedt van het stadsdeel Eimsbüttel. Nabijgelegen stadsdelen zijn Lokstedt, Niendorf, Schnelsen en Stellingen.
Het knooppunt ligt ongeveer 10 km ten noordwesten van het centrum van Hamburg, ongeveer 45 km ten zuidoosten van Itzehoe en ongeveer 50 km ten zuiden van Neumünster.

## Configuratie
Rijstrook
Nabij het knooppunt hebben zowel de A7 naar het noorden als de A23 2x2 rijstroken. De A7 richting het zuiden heeft 2x3 rijstroken.
De verbindingsweg A7 noord—A23 heeft één rijstroken, alle andere verbindingswegen hebben twee rijstroken.
Knooppunt
Het is een onvolledig knooppunt. De verbindingsweg van de A23 naar de A7 noord loopt via de direct ten westen van het knooppunt gelegen afrit Hamburg-Eidelstedt en is door een met verkeerslichten geregelde kruising onderbroken.

## Verkeersintensiteiten
Dagelijks passeren ongeveer 160.000 voertuigen het knooppunt.
| Van                          | Naar                        | Gemiddeld aantal voertuigen per dag | Percentage vrachtverkeer |
| ---------------------------- | --------------------------- | ----------------------------------- | ------------------------ |
| AS Hamburg-Schnelsen (A 7)   | AD Hamburg-Nordwest         | 102.500                             | 09,3 %                   |
| AD Hamburg-Nordwest          | AS Hamburg-Stellingen (A 7) | 134.300                             | 10,6 %                   |
| AS Hamburg-Eidelstedt (A 23) | AD Hamburg-Nordwest         | 081.200                             | 06,1 %                   |

## Richtingen knooppunt
| Aansluitende wegen                        | Aansluitende wegen | Aansluitende wegen | Aansluitende wegen | Aansluitende wegen                                             |
| ----------------------------------------- | ------------------ | ------------------ | ------------------ | -------------------------------------------------------------- |
| richting Hamburg-Eidelstedt Heide / Husum |                    |                    |                    | richting Hamburg-Schnelsen Luchthaven Hamburg Kiel / Flensburg |
|                                           |                    |                    |                    |                                                                |
|                                           |                    |                    |                    |                                                                |
|                                           |                    |                    |                    |                                                                |
|                                           |                    |                    |                    | richting Hamburg-Stellingen Hannover / Bremen                  |